# Delete (SQL)
DELETE је наредба у SQL језику којом се бришу уноси из табеле. Брисање се може применити на одређене редове или на целу табелу. Неки језици, као што је MySQL дозвољавају и брисање из више табела помоћу једне DELETE наредбе.

## Примери
- У брисању одређених редова се најчешће се користи WHERE клаузула али могу се и користити још неке да би се изабрао одређени скуп:

```
DELETE
 
FROM
 
DRZAVE
 
WHERE
 
KONTINENT
 
=
 
'Evropa'

```

- Још један пример са WHERE клаузулом:

```
DELETE
 
FROM
 
DRZAVE
 
WHERE
 
populacija
 
<
 
350000
;

```

- Брисање свих података из табеле:

```
DELETE
 
FROM
 
DRZAVE

```